# Hypaeus frontosus
Hypaeus frontosus är en spindelart som beskrevs av Eugène Simon 1900. 
Hypaeus frontosus ingår i släktet Hypaeus och familjen hoppspindlar. Inga underarter finns listade i Catalogue of Life.